# ジョン・バニーのポーカー中毒治療法
『ジョン・バニーのポーカー中毒治療法』（ジョン・バニーのポーカーちゅうどくちりょうほう、A Cure for Pokeritis）は、1912年の短編サイレント映画。主演は、ジョン・バニーとフローラ・フィンチである。 バニーの死後、「A Sure Cure for Pokeritis」という別タイトルでの再発売が発表された。この家庭内喜劇映画は、週末のポーカーゲームにおいていとこに偽物の警察の捜査を演じさせることで、夫のギャンブルの習慣をやめさせる女性を描いている。制作はヴァイタグラフ・スタジオである。この映画のユーモアのスタイルは時代遅れのものとなったが、 その時代とジャンルにおける歴史的な重要性をもつ代表的な作品であるとみなされている。

## キャスト
- ジョン・バニー（英語版） - Mr. Bunny Sharpe / George Brown
- フローラ・フィンチ（英語版） - Mrs. Bunny Sharpe / Mary Brown
- en:Charles Eldridge - Bunny's friend Bigelow
- Harold Wilson - another friend
- en:Rose Tapley -  Bigelow's wife
- en:Leah Baird - another friend's wife
- en:Harry T. Morey - Freddie Dewdrop
- en:Tom Powers -  Freddie's chum
- James Morrison - Freddie's chum
- William R. Dunn -  Mr. Brown
- en:Arthur Rosson - the costumer

## 制作
本作は、家庭を舞台としたバニーとフィンチが主演する数多くのヴァイタグラフ・スタジオの短編あるいは掌編映画の1つであり、こうした作品はBunnygraphsあるいはBunnyfinchesとして広く知られている。ヴァイタグラフ・スタジオの映画は一般的に保存されていないため、こうした短編映画のもともとの制作本数は不明である。推定値はかなり異なり、合計で150本以上、200本、あるいは260本などとされている。その大部分は、現存していない。